# Кашина Монталбано (Леко)
Кашина Монталбано је насеље у Италији у округу Леко, региону Ломбардија.
Према процени из 2011. у насељу је живело 36 становника. Насеље се налази на надморској висини од 328 м.